# Rosulabryum bornholmense
Rosulabryum bornholmense là một loài Rêu trong họ Bryaceae. Loài này được (Wink. & R. Ruthe) J.R. Spence mô tả khoa học đầu tiên năm 2009.